# Gazeta de Vich
La Gazeta de Vich va ser una publicació trisetmanal de Vic.
Continuació de les publicacions la Gazeta Vigatana (1904 - 1905) i la Gazeta Montanyesa (1905 - 1914), fou creada pel canonge Jaume Collell i Bancells el 1914 i perdurà fins a l'any 1931.
S'identificà, principalment, per campanyes regionalistes, religioses i en defensa de l'ortografia sense normes, tot i que finalment les acceptà. Un dels seus col·laboradors fou el filòsof i professor universitari català Miquel Vilatimó i Costa.